# Warren Lavorel
Warren Lavorel (* 29. Oktober 1935 in Oakland, Kalifornien; † 2011) war ein US-amerikanischer Diplomat und stellvertretender Generaldirektor der Welthandelsorganisation (WTO) und des GATT.

## Leben
Lavorel wurde am 29. Oktober 1935 in Oakland, Kalifornien geboren. Er erlangte 1961 einen Bachelor of Arts der University of California und 1970 einen Master of Arts der Stanford University. Lavorel trat in den 1960er Jahren in den diplomatischen Dienst ein und diente von 1967 bis 1969 als Angestellter für wirtschaftliche Fragen in der US-Botschaft in Paris. Von 1970 bis 1973 arbeitete er in der Abteilung für Handelsabkommen des US-Außenministeriums, bevor er ab 1973 bis 1975 wieder in einer Botschaft für wirtschaftliche Fragen zuständig war, nun aber in der Botschaft in Luxemburg.
Im Jahr 1975 wurde Lavorel dann Verhandler in den Handelskonferenzen in Genf, was er bis 1977 blieb. Im Jahr danach wurde er Ständiger Vertreter der Vereinigten Staaten beim GATT, was er bis 1980 blieb. In diesem Jahr wurde er Attaché der Vertretung bei den Europäischen Gemeinschaften für ein Jahr. Ab 1981 war Lavorel bis 1987 dann stellvertretender Leiter der Ständigen Vertretung der Vereinigten Staaten in Genf. Seit 1987 war er der Koordinator der Vereinigten Staaten für multilaterale Handelsverhandlungen im Büro des US-Handelsbeauftragten. Im Jahr 1989 nominierte Präsident George H. W. Bush ihn in den Rang eines Botschafters zu erheben.
Lavorel wurde Botschafter und der Hauptverhandlungsführer der Vereinigten Staaten in der Uruguay-Runde. Diese zweite Beauftragung behielt er bis 1993. In diesem Jahr wurde er stellvertretender Generaldirektor des GATT, was er bis 1995 blieb, dem Jahr, wo das GATT Teil der neugegründeten Welthandelsorganisation wurde. Er diente dann als stellvertretender Generaldirektor der Welthandelsorganisation unter Peter Sutherland bis 1995 und bis 1999 unter Renato Ruggiero. Nach Gabrielle Marceau war Lavorel sehr zentral in der Auswahl der ersten Richter des WTO Appellate Body. In der Zeit nach seiner Emeritierung diente er noch als Panelist im Rahmen eines WTO-Panels.
Im Jahr 2011 im Alter von 75 Jahren verstarb Lavorel. Im selben Jahr wurde durch den Handelsbeauftragten Ron Kirk ein Konferenzraum nach Lavorel benannt. Lavorel war ein Veteran der US-Armee und hatte zwei Kinder.